# Лавочне (гміна)
Гміна Лавочне — колишня (1934—1939 рр.) сільська ґміна Стрийського повіту Станіславського воєводства Польської республіки (1918—1939) рр. Центром ґміни було село Лавочне.
1 серпня 1934 року в Стрийському повіті Станіславівського воєводства було створено ґміну Лавочне з центром в с. Лавочне. В склад ґміни входили наступні сільські громади: Хащованя, Хітар, Ялинкувате, Кальне, Лавочне, Опорець, Тернавка, Волосянка, Верхнячка, Жупани.
Населення ґміни станом на 1931 рік становило 9 924 осіб. Налічувалось 1 761 житлових будинків. 

17 січня 1940 року ґміна ліквідована у зв’язку з утворенням Славського району.